# فيسيلين
الفيسيلين (بالإنجليزية: Vicilin)‏ هو بروتين غلوبيولين مشتق من البقوليات. يُعد الفيسيلين بروتين تخزيني موجود في البقوليات مثل البازلاء والعدس.

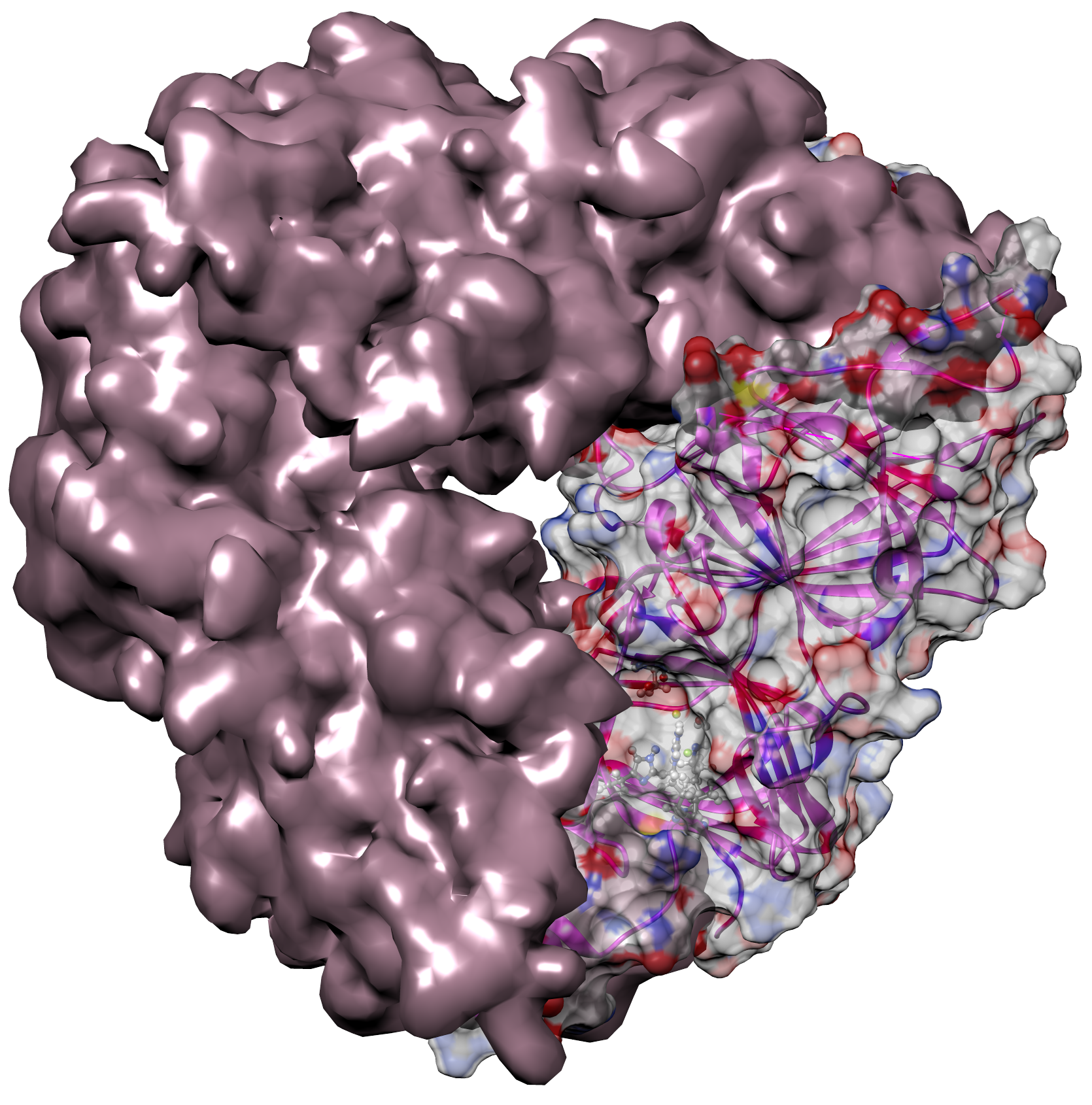
الغلوبيولين أو الجلوبيولين أو الغلوبولين (بالإنجليزية: Globulin) هو أحد أنماط بروتينات بلازما الدم، إلى جانب الزلال (الألبومين). هذا النمط العام من البروتينات يتألف من سلسلة غير متجانسة من عائلات البروتينات.

## وظيفة الفيسيلين
وظيفته حماية النباتات من الفطريات والكائنات الحية الدقيقة. يُستخدم أيضاً في اختبارات معرفة الحساسية من البازلاء  والفول السوداني .

## استخدامات الفيسيلين
الفيسيلين الموجود في البقوليات يساعد على تخزين البروتينات. فيسيلينات هي نوع من الغلوبيولينات 7S. وُضِحت وظيفة الفيسلين بشكل أكبر من خلال إضافة ربيطة النحاس. من أهم محتويات الفيسلين بقايا مختلفة، تتشارك أربعة منها في تنسيق أيونات النحاس. ينتمي الفيسيلين إلى عائلة بروتينات الكوبيين ويكون فيها تنسيق الربيطة المعدنية فيها أمراً شائعاً. ويُعد الفيسيلين بروتين تخزين البذور الوحيد الذي يحتوي على النحاس من هذه العائلة، ووجود هذا المكون مهماً جداً لعملية النشاط الإنزيمي.
للفيسيلين وظائف عدة وأهمها:
- ربط السكروز ولديه القدرة المضادة للفطريات ويُعتبر الإجهاد التأكسدي إحدى وظائف الغلوبيولين.
- تتميز الببتيدات المستخلصة من الفيسلين بخصائص مضادة لفرط الحساسية، الناتجة عن هضمه باستخدام إنزيم التربسين أو الكيموتريبسين.

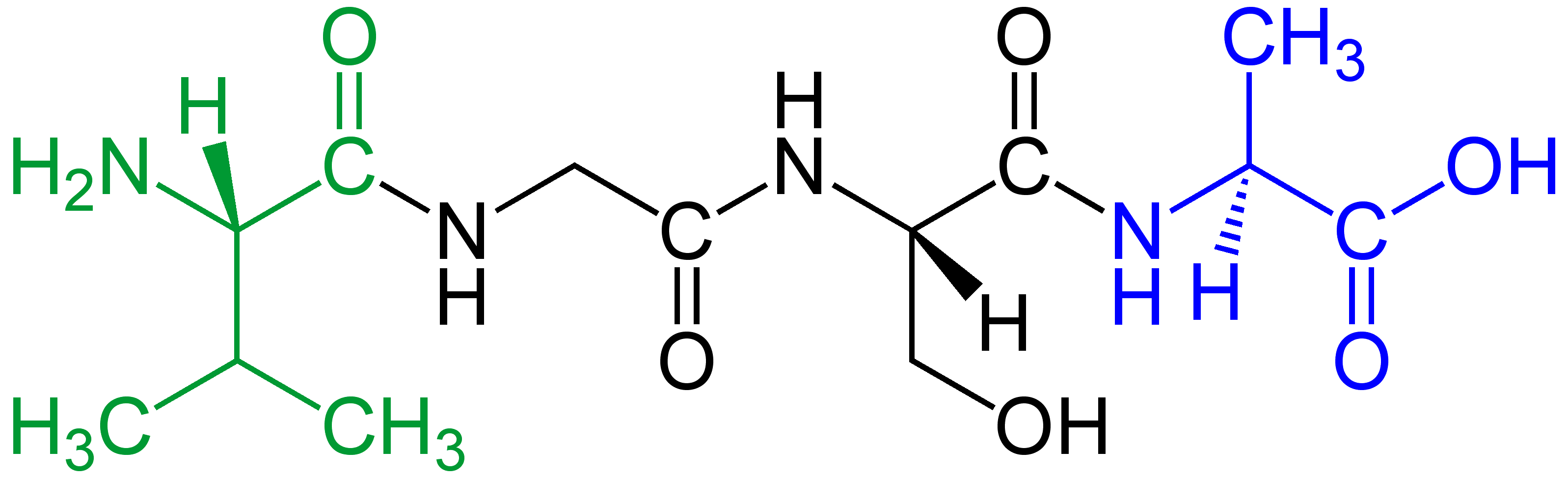
طرف كربوكسيلي أو النهاية الكربوكسيلية لسلسلة عديد الببتيد أو طرف C في الكيمياء العضوية (بالإنجليزية: C-terminus أو carboxylic-terminus) هو أحد أطراف بروتين مكون من سلسلة أحماض أمينية أو بولي ببتيد، حيث يكون طرف البروتين منتهيا بمجموعة كربوكسيل (-COOH) حرة.

## النشاط الإنزيمي
النشاط الإنزيمي يشير إلى قدرة الإنزيم على تحفيز التفاعلات الكيميائية الحيوية داخل الكائنات الحية. الإنزيم هو بروتين يعمل كعامل مساعد أو محفز لتسريع التفاعلات دون أن يُستهلك خلالها.

## أهمية النشاط الإنزيمي
- هضم الطعام وتحويله إلى طاقة.
- تصنيع وإصلاح الحمض النووي والبروتينات.
- تنظيم العمليات الحيوية المختلفة مثل التنفس والتمثيل الغذائي.

باختصار، النشاط الإنزيمي هو جوهر العمليات الحيوية في جميع الكائنات الحية.

## تركيبة الفيسيلين
يتكون الفيسيلين من وحدة ألفا واحدة، وجزيء جليسيرين واحد، وأيون فوسفات. بالإضافة لربيطة النحاس التي تضمن سلامة البنية. ويحتوي الطرف الأميني (بالإنجليزية: N-terminus)‏ والطرف الكبوكسيلي (بالإنجليزية: C-terminus)‏ على طيات كوبينية تساهم في تكوين براميل بيتا ثابتة. حيث تلعب دوراً كبيراً في تجمع بروتينات تخزين البذور، والتي بدورها تؤثر على النشاط التحفيزي للبروتين.
يكون طرف N و C على شكل طية كوبينية متماثلة حول محور مركزي، ومسؤوليته دمج روابط النحاس. يتألف مركز ارتباط النحاس من أربع بقايا أساسية: Cys-338، وTyr-67، وHis-340، وHis-379. تُثبت ربيطة النحاس داخل بنية مستوية ثلاثية الزوايا، تتشكل بواسطة كبريت السيستين مع رابطة طويلة مع مجموعة الهيدروكسيل التي ترتبط ب Tyr-67. تسمح بقايا الهيستيدين للنشاط الإنزيمي بالارتباط مع آلية ربط النحاس، والتي تعمل بدورها على تحفيز البروتينات بشكل فعال.

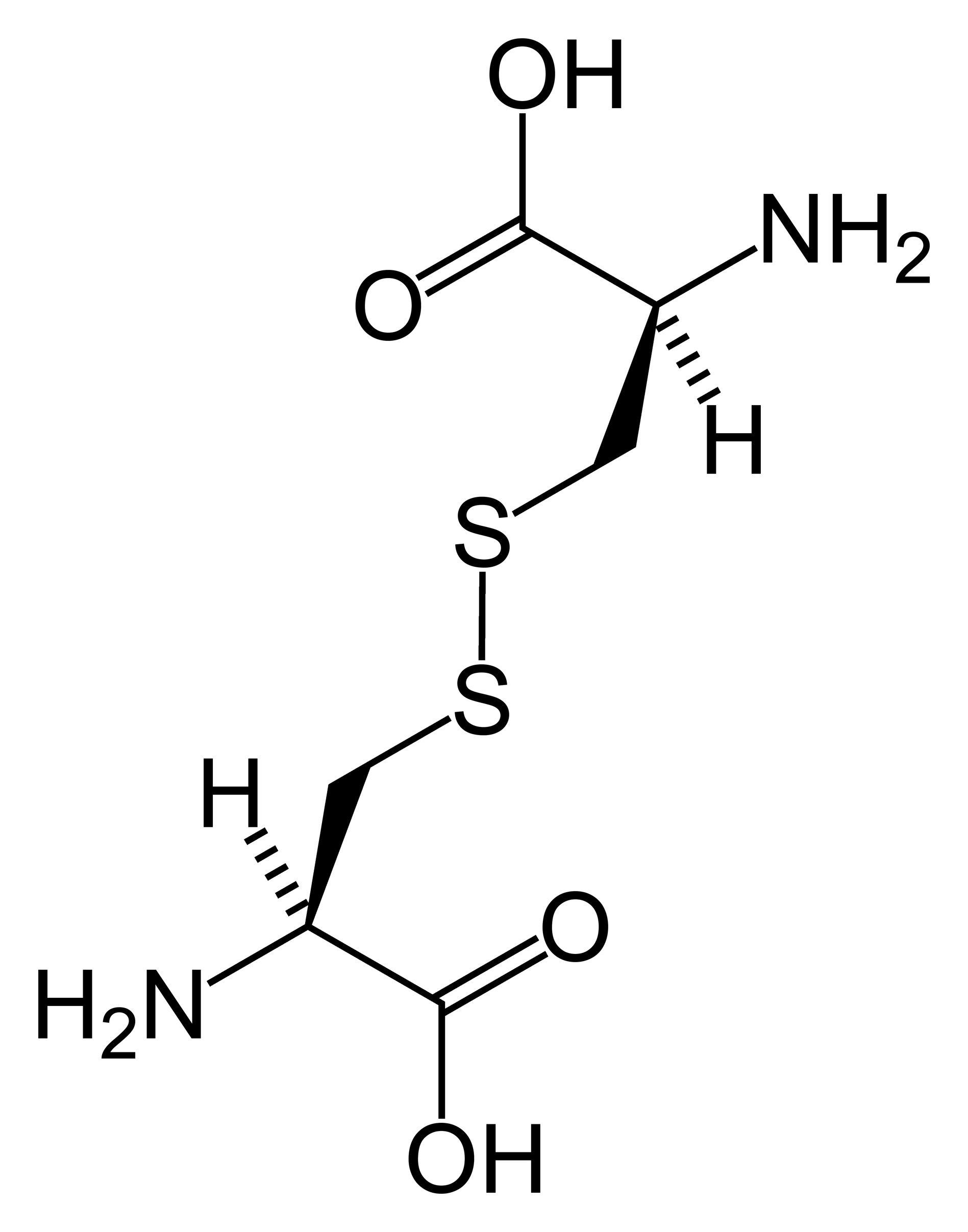
السيستين-الهيكلي يشير إلى التركيب الهيكلي للأحماض الأمينية السيستين، حيث يتكون السيستين من جزيئين من السيستين مرتبطين بروابط ثنائي الكبريت (S-S).

## الحساسية من الفيسلين
تُعد الفيسيلينات فئة مهمة من المواد المسببة للحساسية الموجودة في البقوليات. وقد تبين أن بروتينات ربط LgE المكتشفة مربتبطة بشكل وثيق بعائلة بروتينات تخزين البذور 7S، والتي تُساعد بدورها على تحديد المواد المسببة للحساسية. وتكثُر التفاعلات المتبادلة بين مختلف أنواع البقوليات عند دمج البروتين Pis s 1 والفيسيلينات الموجودة في بذور أخرى.

## المواد المسببة للحساسية للفيسلين
تحتوي الفيسيلينات على تسلسلات أحماض أمينية متشابهة، مما يؤدي إلى حدوث تفاعلات متبادلة بين مسببات الحساسية في الفيسيلينات.
محتويات الفيسيلين:
1. أنا أو 1 في الكاجو.
2. آرا هـ 1 في الفول السوداني.
3. r 2 في خشب الجوز.
4. كور ايه 11 في البندق.